# یواس‌اس تربینس (ای‌ان-۵۹)
یواس‌اس تربینس (ای‌ان-۵۹) (به انگلیسی: USS Terebinth (AN-59)) یک کشتی است که طول آن 194' 6" می‌باشد. این کشتی در سال ۱۹۴۳ ساخته شد.